# لوئیس قدیویچ
لوئیس قدیویچ (انگلیسی: Luis Kadijevic؛ 1947 – ۱۲ دسامبر ۲۰۲۱) بازیکن فوتبال اهل آرژانتین بود.
از باشگاه‌هایی که در آن بازی کرده‌است می‌توان به باشگاه ورزشی سن لورنسو آلماگرو اشاره کرد.